# Dutá žíla

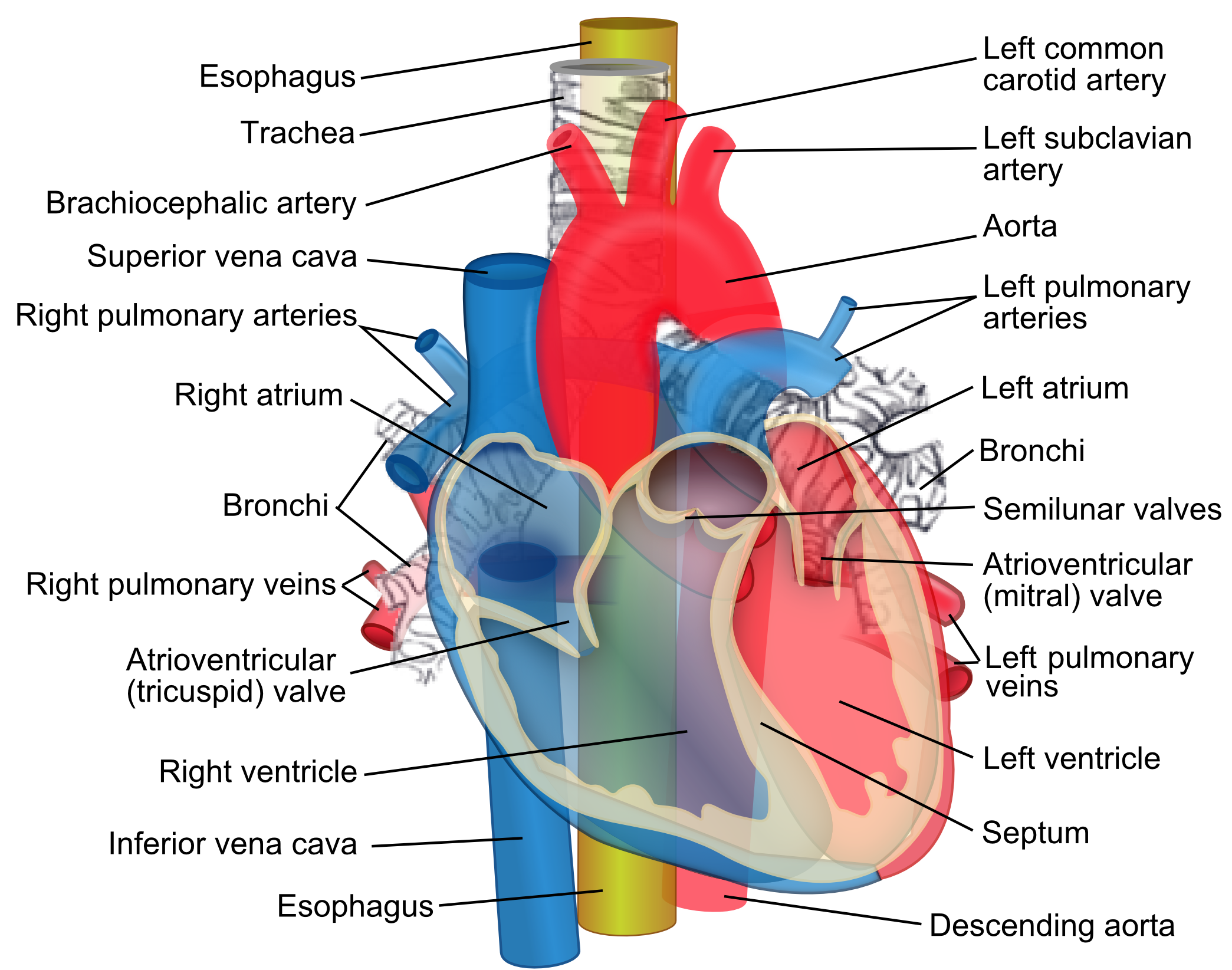
Lidské srdce a okolní struktury: modře jsou vyznačeny duté žíly

Dutá žíla je označení pro dvojici velkých žil ústících do pravé srdeční síně. Je jimi horní dutá žíla (vena cava superior) a dolní dutá žíla (vena cava inferior). První z nich sbírá odkysličenou krev ze žil v horní poloviny těla, druhá ze žil spodní poloviny těla.